# Peter Boroffka
Peter Boroffka (* 14. Mai 1932 in Potsdam; † 24. Dezember 1999) war ein deutscher Politiker der CDU.

## Leben
Boroffka war der jüngste Sohn von Else Boroffka-Niemeyer und Franz Paul Boroffka (1891–1935).
Nach dem Abitur 1953 an einem West-Berliner Abendgymnasium arbeitete er zunächst bei Siemens in Heidenheim an der Brenz. Im Anschluss absolvierte er ein Studium der Chemie an der Technischen Universität Berlin, welches er 1965 mit der Prüfung als Diplom-Chemiker abschloss. Ab 1965 war er als wissenschaftlicher Redakteur für die Chemie-Information und Dokumentation Berlin tätig.
Boroffka  1960 trat er der CDU bei. Von 1971 bis 1985 war Boroffka Mitglied des Abgeordnetenhauses von Berlin. Am 6. Oktober 1981 wurde er als Nachfolger des verstorbenen Franz Amrehn als Berliner Bundestagsabgeordneter in den Deutschen Bundestag entsandt. Er schied 1987 aus dem Bundestag aus.